# Frank Rehak
Frank James Rehak (* 7. Juli 1926 in New York City; † 26. Juni 1987 in Badger, Kalifornien) war ein US-amerikanischer Jazz-Posaunist.

## Leben und Wirken
Frank Rehak begann mit Klavier- und Cellospiel, wechselte aber während seines Wehrdienstes bei der US-Navy, der er von 1943 bis 1947 angehörte, zur Posaune. Nach dem Zweiten Weltkrieg spielte er zunächst in Swingbands auf Hawaii und ließ sich dann in New York nieder. Dort arbeitete er u. a. für Al Mooney und war Mitglied in den Big Bands von Gene Krupa und Jimmy Dorsey; später spielte er auch bei Ray McKinley, Claude Thornhill und Woody Herman. 1956 ging Rehak mit den Big Bands von Dizzy Gillespie und Quincy Jones auf Welttournee und arbeitete ansonsten als Studiomusiker im kommerziellen Bereich wie auch im Jazz. Von 1958 bis 1962 arbeitete er in der Big Band von Gil Evans und wirkte an dessen Platteneinspielungen mit Miles Davis mit, wie Miles Ahead, Porgy and Bess und Sketches of Spain sowie New Bottle, Old Wine (1958). Seine fortgesetzte Drogensucht beeinträchtigten jedoch seine Profikarriere, die mit dem Ausscheiden aus der Woody Herman-Band 1969 ihr vorläufiges Ende fand.  
Rehak geriet zwar in der Jazzszene etwas in Vergessenheit, engagierte sich dann nach seiner gesundheitlichen Wiederherstellung am Synanon-Zentrum, wo er einen Chor, eine Gruppe und eine Big Band leitete. Außerdem unterrichtete er, betreute Rundfunksendungen und wurde schließlich Leiter der Musikabteilung in einem Rehabilitationszentrum für Drogenabhängige.
Im Laufe seiner Karriere wirkte Rehak an Platteneinspielungen von Benny Carter, Gene Quill All Stars, Johnny Richards, Manny Albam, Nat Pierce, Pete Rugolo, The Prestige All Stars, George Russell, Al Cohn, Melba Liston und Gerry Mulligan mit; außerdem nahm er mit Liston, Walter Davis Jr., Nelson Boyd und Charli Persip Titel unter eigenem Namen auf.

## Diskografie (Auswahl)
- Frank Rehak Sextet: Jazzville, Vol. 2 (Fresh Sound)
- Gil Evans: The Individualism of Gil Evans (Verve, 1963/64)
- Dizzy Gillespie: Dizzy In South America (Consolidated artist, 1956); Birks Works (Verve, 1956–57)
- Johnny Hartman: All Of me (Rhino, 1956)
- Woody Herman: The Herd Rides Again (Evidence, 1958)
- Michel Legrand: Legrand Jazz (Philips, 1958)
- Gerry Mulligan: Mullenium (Columbia, 1946–57)
- Sonny Rollins: Sonny Rollins And The Big band Brass (Verve, 1958)
- Jimmy Rushing: Rushing Lullabies (Columbia, 1958)